# Caenis horaria
Espèce
Caenis horaria est une espèce d'insectes appartenant à l'ordre des éphéméroptères.
Caenis horaria est, d'après les plus récentes classifications, le même insecte que Caenis dimidiata (Stephens, 1835), Caenis lactea sensu (Pictet, 1845) et Caenis lactella (Eaton, 1884).

## Caractéristiques
- Nymphe :
  - 5 mm pour le corps,
  - 9 mm avec les cerques
- Imago :
  - Corps : ♂ 3 à 4 mm, ♀ 4 à 5 mm
  - Cerques : ♂ 16 à 20 mm, ♀ 4 à 5 mm

Le passage du subimago à l'imago se caractérise par une mue si rapide, qu'elle est faite en vol, les exuvies couvrant les abords des lieux d'éclosions.

## Localisation
Caenis horaria est très répandue en Europe, tout particulièrement à partir du cours moyen des grandes rivières à cours lent. Se trouve également dans des lacs.

## Éclosion
De fin juin à mi-septembre, en vols très fournis, toujours du coucher du soleil à la nuit noire.